# Buchen (Reichshof)
Buchen ist ein Ort von 106 Ortschaften der Gemeinde Reichshof im Oberbergischen Kreis im nordrhein-westfälischen Regierungsbezirk Köln in Deutschland.

## Lage und Beschreibung
Buchen liegt südöstlich von Eckenhagen, die nächstgelegenen Zentren sind Gummersbach (10 km nordwestlich), Köln (54 km westlich) und Siegen (46 km südöstlich).

## Geschichte

### Erstnennung
1487 wurde der Ort das erste Mal urkundlich erwähnt und zwar „Johan Mettel Son uff dem Bochen ist in der Darlehnsliste für Hz. Wilhelm III. v. Berg aufgeführt.“
Schreibweise der Erstnennung: Bochen
| Bevölkerungsentwicklung | Bevölkerungsentwicklung |
| Jahr                    | Einwohner               |
| ----------------------- | ----------------------- |
| 1991                    | 101                     |
| 2005                    | 79                      |
| 2006                    | 78                      |
| 2008                    | 73                      |
| 2017                    | 66                      |
| 2018                    | 65                      |
| 2019                    | 60                      |